# The Devil Commands
The Devil Commands is een Amerikaanse horrorfilm uit 1941 onder regie van Edward Dmytryk.

## Verhaal
Dr. Julian Blair is bezeten van het idee om te communiceren met zijn overleden vrouw. Hij huurt een afgelegen woning, waar hij proeven met elektrische apparaten doet.

## Rolverdeling
| Acteur            | Personage          |
| ----------------- | ------------------ |
| Boris Karloff     | Dr. Julian Blair   |
| Richard Fiske     | Dr. Richard Sayles |
| Amanda Duff       | Anne Blair         |
| Anne Revere       | Blanche Walters    |
| Cy Schindell      | Karl               |
| Dorothy Adams     | Mevrouw Marcy      |
| Walter Baldwin    | Seth Marcy         |
| Kenneth MacDonald | Ed Willis          |
| Shirley Warde     | Helen Blair        |